# Wojciech Rejchel
Wojciech Rejchel – polski matematyk, doktor habilitowany nauk ścisłych i przyrodniczych, adiunkt Uniwersytetu Mikołaja Kopernika w Toruniu.

## Kariera naukowa
W 2005 roku na Uniwersytecie Mikołaja Kopernika w Toruniu uzyskał tytuł magistra matematyki. W 2010 roku został zatrudniony na tejże uczelni, a w 2011 roku na jej Wydziale Matematyki i Informatyki uzyskał stopień doktora nauk matematycznych w zakresie matematyki na podstawie rozprawy pt. Statystyczne modele regresji rangowej, której promotorem był prof. Wojciech Niemiro. W 2022 roku ta sama uczelnia nadała mu stopień doktora habilitowanego nauk ścisłych i przyrodniczych w dyscyplinie matematyki na podstawie pracy pt. M-estymatory z karą w wyborze modelu.